# Shinai

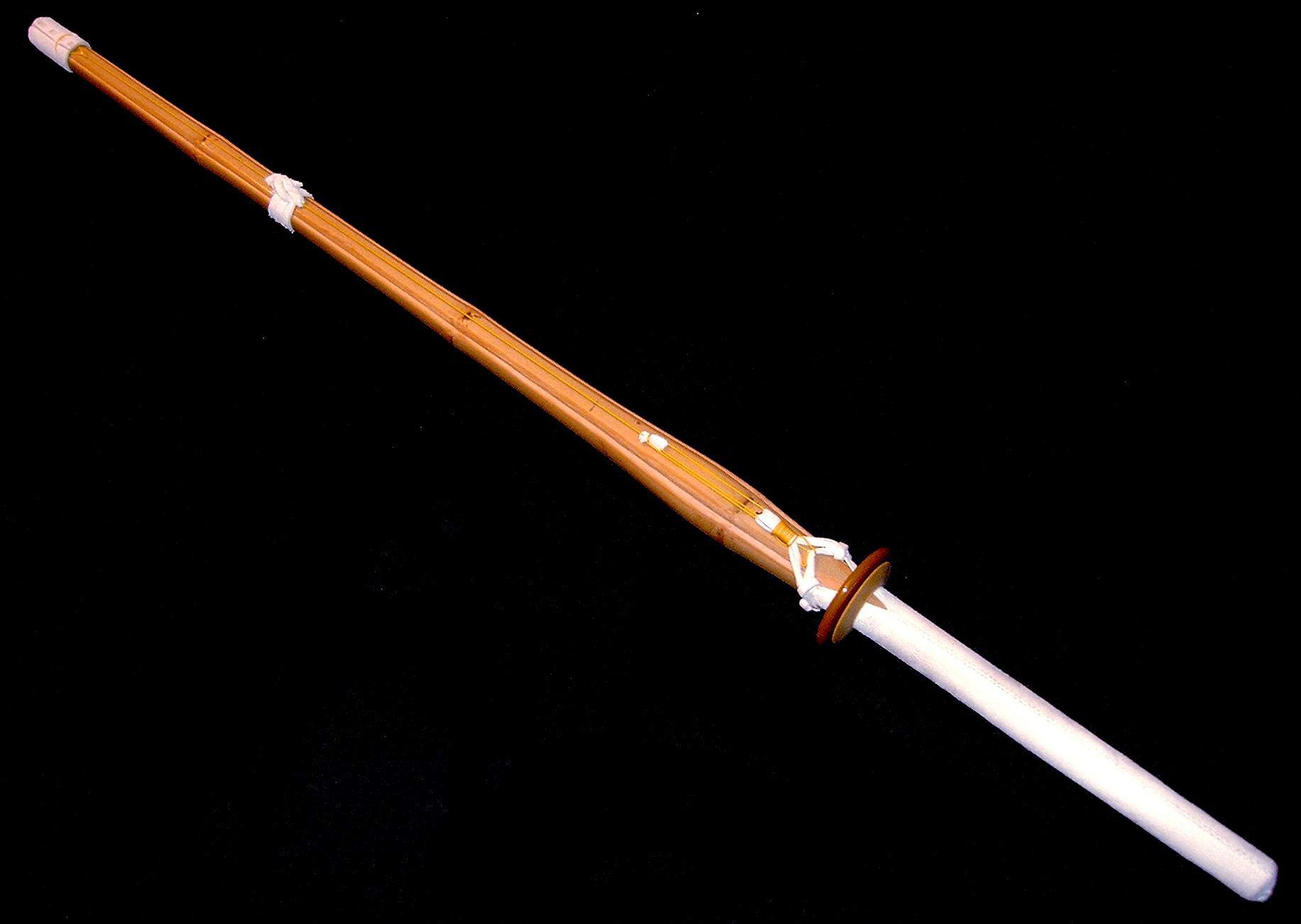
Um shinai feito de bambu

Shinai é uma espada de bambu, feita para se poder praticar artes marcais como Kendo e Kenjutsu, sem causar grandes lesões ao adversário. É feita com quatro segmentos de bambu unidos por uma tira de couro, para permitir flexibilidade e absorção do impacto do golpe. Também conhecida como Singapore Cane no mundo da luta livre, a Shinai sempre foi usada e característica de Sandman. Essa arma oriental ganhou até um estilo próprio de luta, o estilo “Singapore Cane Match”, estreado por Tommy Dreamer vs. Sandman, tendo como vitorioso Sandman.